# Candi Mendut
Tjandi Mendoet of Candi Mendut (Javaans: Candhi Mendhut) is een boeddhistische tempel en ligt in de dorpsstreek Mendut, Mungkid, Magelang, Midden-Java, Indonesië, enkele kilometer bij de Borobudur vandaan.

## Stichting

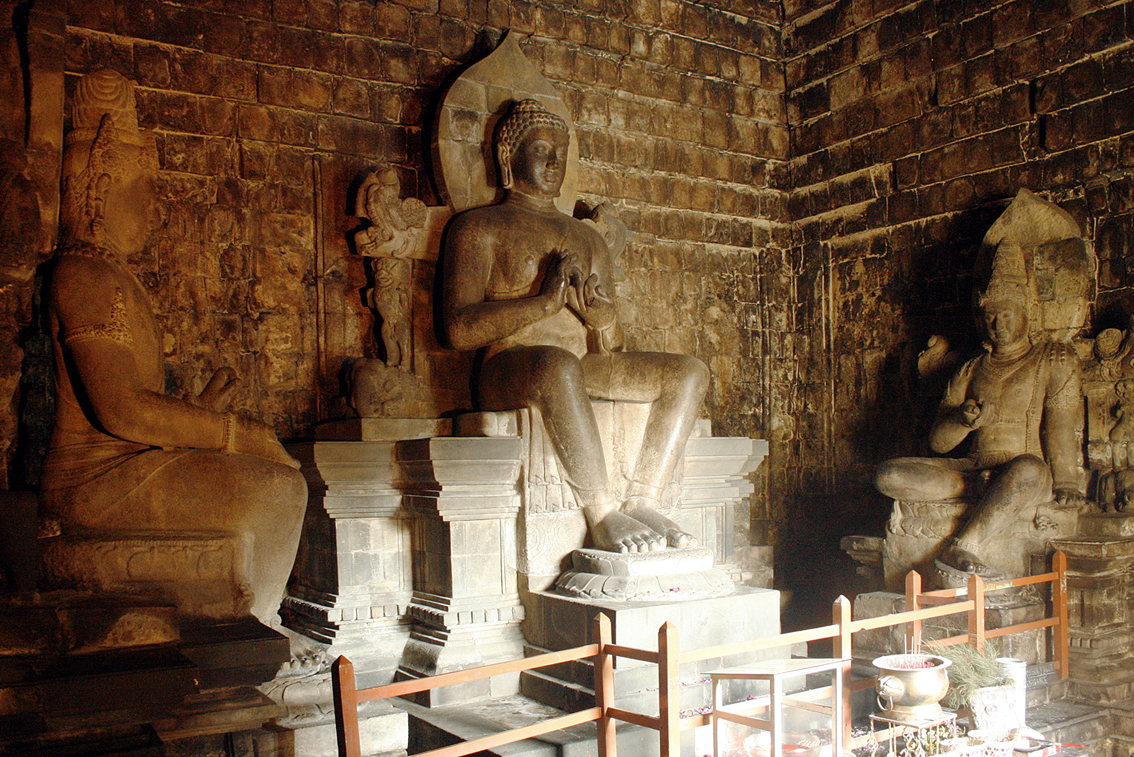
De drie Boeddha's in Candi Mendut

Tjandi Mendoet werd gebouwd door het Sjailendra dynastie. Dit gebouw heeft een Boeddhistische achtergrond. In een oorkonde uit 824 of de zogenaamde "Inscriptie van Karangtengah", wordt melding gemaakt dat koning Indra een heilig gebouw liet bouwen dat venuvana wordt genoemd. Dit betekent bamboebos. Door de beroemde Nederlandse archeoloog J.G. de Casparis, werd dit woord in verband gebracht met Tjandi Mendoet.

## De architectuur van de tjandi

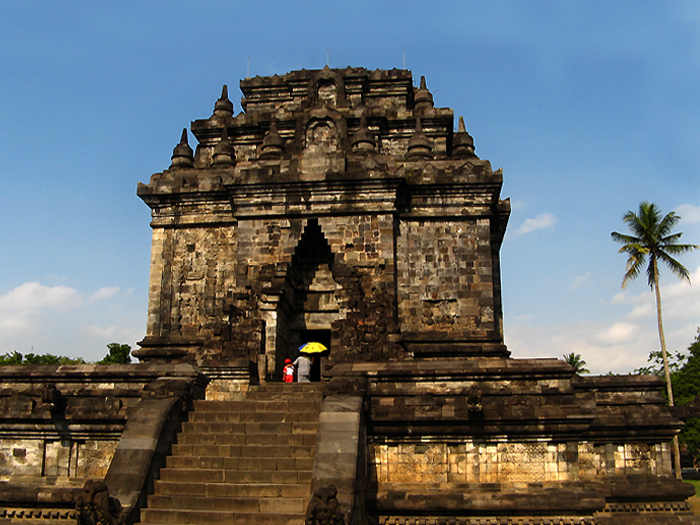
Trappeningang

Het bouwmateriaal van deze candi is eigenlijk baksteen die bedekt wordt met natuursteen. Dit gebouw ligt op een hoger gelegen basement, waardoor het eleganter en sterker eruitziet.
De trappeningang ligt aan de noordwestelijke kant. Boven het basement is er een gangpad dat om het eigenlijke candi loopt.
Het dak bestaat uit drie verdiepingen en wordt versierd met kleine stoepa's. Er zijn op dit moment 48 stoepa's te vinden.
Dit gebouw is 26,4 meter hoog.

## Versieringen op de Tjandi Mendoet
Deze tjandi wordt versierd met stenen snijwerk in de vorm van wisselende hemel bewoners zoals mannelijke en vrouwelijke apsara's en asura's, figuren die in de oudste boeddhistische tekstlagen voorkomen, een paar apen en een garoeda.
Op de twee kanten van de trap zijn reliëfs te vinden van de verhalen uit de Pañcatantra en jataka.

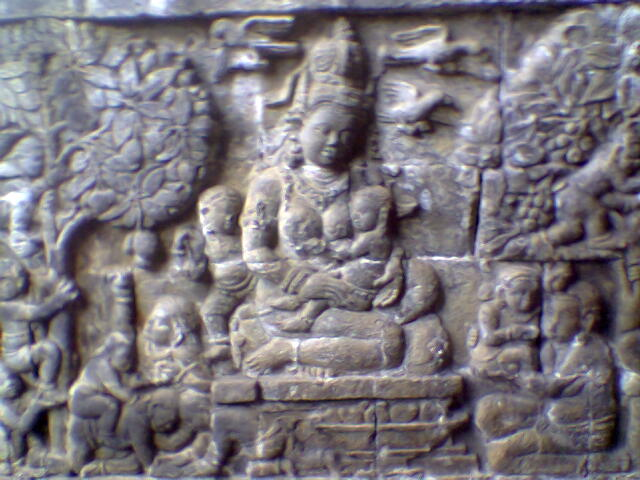
Hariti

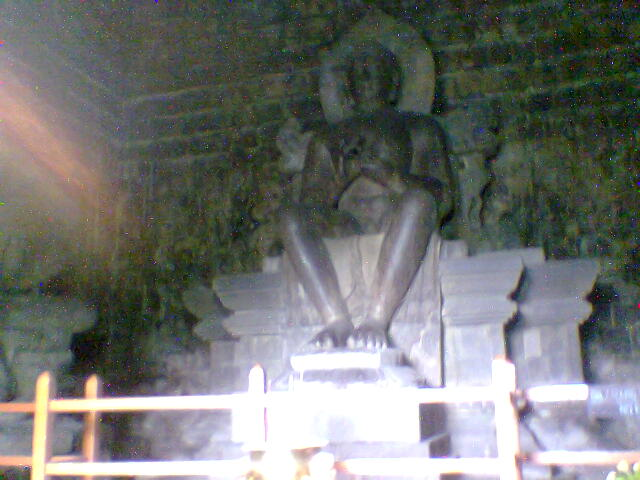
Boeddha in de dharmacakramudra positie

De wanden van de tjandi zijn versierd met de reliëfs van de Boddhisatva, onder andere de Avalokiteśvara, Maitreya, Vajrapāṇi en Manjuśri. Op de wand van de hoofdtjandi, is een reliëf van de levensboom (kalpataru), twee nymfen, Harītī (een soort reuzin die bekeerd was en Boeddha volgde) en Āţavaka te vinden.
In de hoofdtjandi zelf zijn drie grote beelden van Boeddha te vinden; Boeddha Śakyamuni in de dharmacakramudra houding. Voor dit beeld van Boeddha is een reliëf in de vorm van een wiel tussen een paar herten te zien. Dit is het zinnebeeld geworden van het "Hertenpark" te Sarnath, India, waar Boeddha zijn eerste Leerrede hield. Links daarvan is een beeld van Padmapāņi en rechts is een beeld van Vajrapāņi.
Tegenwoordig plaatst men wierookstokjes voor het beeld van de Boeddha en een collectemand. Wie een wierook wil aansteken en bidden, kan dat doen.

## Chronologie van de ontdekking
- 1836 – Ontdekt en schoongemaakt

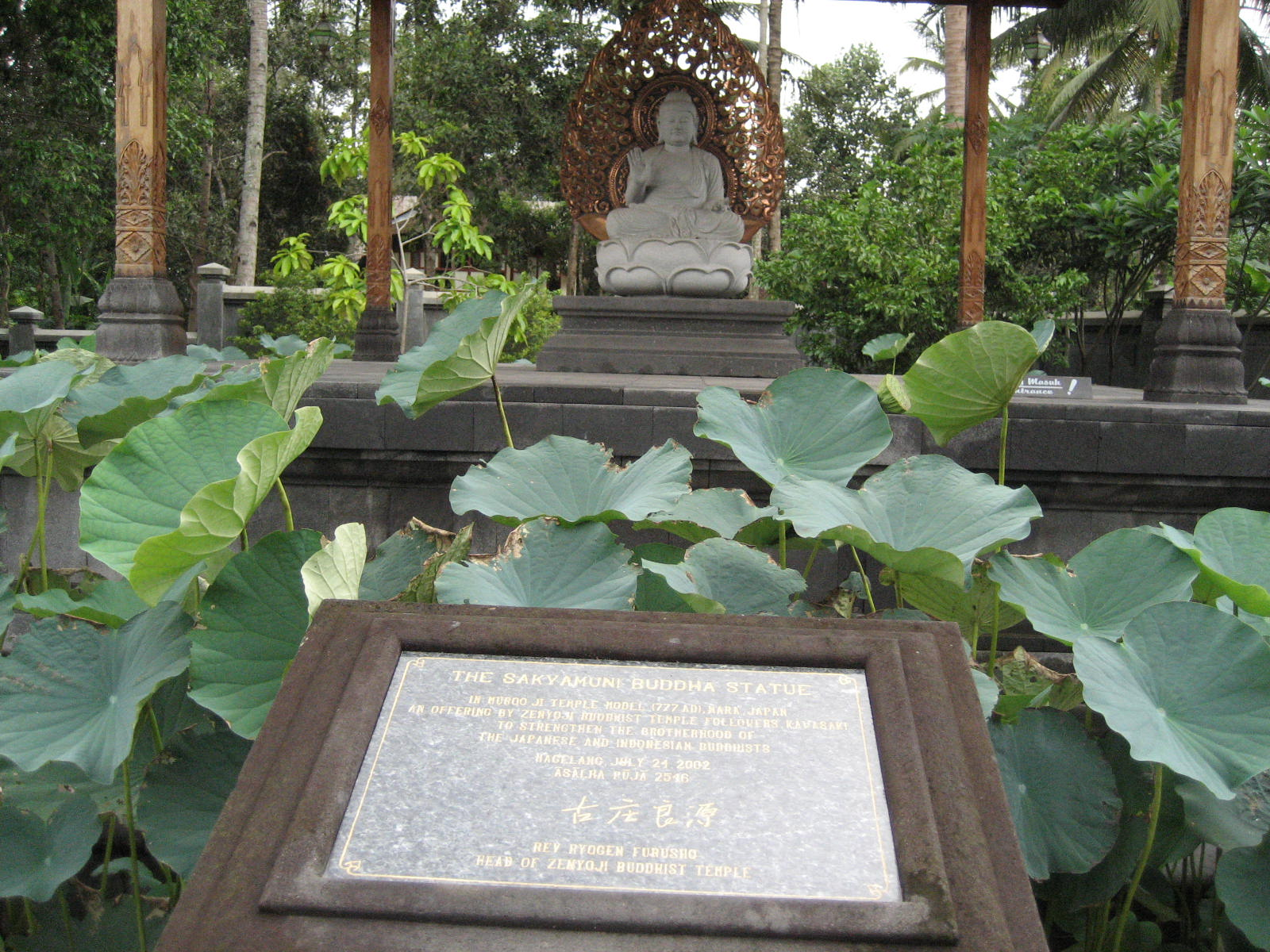
Sakya Muni Boeddhabeeld in het Mendut-tempelcomplex, Indonesia

- 1897 – 1904 de fondatie en de hoofdtjandi werden schoongemaakt, het resultaat was echter onbevredigend.
- 1908 – gerenoveerd door Theodoor van Erp. De top kon hersteld worden.
- 1925 – enkele stoepa's zijn teruggezet.
- 1991 - onderdeel van de werelderfgoedinschrijving Tempelcomplex van Borobudur

- Library of Congress Control Number: n89177940
- Virtual International Authority File: 244766827